# Raw Footage
Raw Footage è il penultimo album solista di Ice Cube e il secondo prodotto nella sua casa discografica, la Lench Mob Records.

## Tracce
| #  | Titolo                                                       | Produttori                                                          | in collaborazione con                | Durata |
| -- | ------------------------------------------------------------ | ------------------------------------------------------------------- | ------------------------------------ | ------ |
| 1  | "What Is a Pyroclastic Flow?"                                | John Murphy                                                         | Keith David                          | 0:55   |
| 2  | "I Got My Locs On"                                           | P-No                                                                | Young Jeezy                          | 3:43   |
| 3  | "It Takes a Nation"                                          | Emile                                                               |                                      | 3:26   |
| 4  | Gangsta Rap Made Me Do It                                    | Maestro                                                             |                                      | 4:41   |
| 5  | "Hood Mentality"                                             | Teak "Da Beatsmith" Underdue & Dee Underdue for Hallway Productionz | Keith David (Intro)                  | 5:11   |
| 6  | Why Me?                                                      | Teak "Da Beatsmith" Underdue & Dee Underdue for Hallway Productionz | Musiq Soulchild                      | 4:01   |
| 7  | "Cold Places"                                                | Teak "Da Beatsmith" Underdue & Dee Underdue for Hallway Productionz |                                      | 4:13   |
| 8  | "Jack N the Box"                                             | Tha Bizness                                                         | Keith David (intro)                  | 4:23   |
| 9  | "Do Ya Thang"                                                | Dre Dogg for Palumbo Beats                                          |                                      | 4:04   |
| 10 | "Thank God"                                                  | Teak "Da Beatsmith" Underdue & Dee Underdue for Hallway Productionz |                                      | 5:28   |
| 11 | "Here He Come"                                               | Symphony                                                            | Doughboy                             | 4:33   |
| 12 | "Get Money, Spend Money, No Money"                           | Emile                                                               |                                      | 4:08   |
| 13 | "Get Use to It"                                              | Augustine "Embeatz" Sumo                                            | WC and The Game Keith David (finale) | 4:25   |
| 14 | "Tomorrow"                                                   | Warryn "Baby Dubb" Campbell                                         |                                      | 3:41   |
| 15 | "Stand Tall"                                                 | DJ Crazy Toones & David 'Dizmix' Lopez                              |                                      | 3:46   |
| 16 | "Take Me Away"                                               | Yung Fokus & Djay Cas                                               | Butch Cassidy                        | 4:03   |
| 17 | "Believe It or Not" (iTunes bonus track)*                    | Emile                                                               |                                      | 3:11   |
| 18 | "Gangsta Rap Made Me Do It (Remix)" (iTunes bonus track)*    | Maestro                                                             | Nas and Scarface                     | 4:52   |
| 19 | "Don't Make Me Hurt Ya Feelings" (Best Buy pre-ordinazione)* | Swizz Beatz                                                         |                                      | 2:47   |
| 20 | "Crack Baby?" (Best Buy pre-ordinazione)*                    | DJ Felli Fel                                                        |                                      | 2:59   |
| 21 | "Why We Thugs (Live)" (Best Buy pre-ordinazione)*            | Scott Storch                                                        | WC                                   | 3:37   |